# Derde afdeling 2022-23 (voetbal België)
Het seizoen 2022-23 van de Belgische Derde afdeling ging van start in september 2022 en eindigde in mei 2023. De voetbalcompetitie telt vier reeksen van zestien teams. Twee reeksen met clubs zijn aangesloten bij VV en twee bij de ACFF.

## Naamswijzigingen
- RAS Monceau wijzigde zijn naam in RAS Monceau-Châtelet.

## Gedegradeerde teams
Deze teams degradeerden voor aanvang van het seizoen uit de Tweede afdeling
- KVC Houtvenne (15e VV B)
- K. Olympia SC Wijgmaal (16e VV B)
- RES Couvin-Mariembourg (14e ACFF)
- RUS Givry (15e ACFF)
- Entente Durbuy (16e ACFF)

## Gepromoveerde teams
Deze teams waren gepromoveerd uit de provinciale reeksen voor de start van het seizoen:

### Antwerpen
- FC Wezel Sport (kampioen)
- AS Verbroedering Geel

### Limburg
- KEWS Schoonbeek-Beverst (vice-kampioen)

### Oost-Vlaanderen
- KFC Hoger Op Kalken (kampioen)
- Eendracht Elene-Grotenberge
- KV Eendracht Aalter
- KV Eendracht Drongen

### Vlaams-Brabant
- Sporting Kampenhout (kampioen)

### West-Vlaanderen
- KSC Wielsbeke (kampioen)
- SK Roeselare-Daisel
- K. Eendracht Wervik
- KSV Rumbeke

### Henegouwen
- RAS Monceau (kampioen)

### Luik
- RFC Union La Calamine (kampioen)

### Luxemburg
- RCS Libramontois (kampioen)
- ROC Meix-devant-Virton

### Namen
- RUW Ciney (kampioen)

### Waals-Brabant
- R. Léopold FC (kampioen)

## Promoverende teams
Deze teams promoveerden na afloop van het seizoen naar Tweede afdeling

### Rechtstreeks als kampioen
- Tempo Overijse (kampioen VV A)
- FC Wezel Sport (kampioen VV B)
- RAEC Mons (kampioen ACFF A)
- Union Rochefortoise (kampioen ACFF B)

### Via eindronde
- KFC Voorde-Appelterre (2e VV A)
- KVC Houtvenne (3e VV B)
- RFC Tournai (4e ACFF A)
- RFC Union La Calamine (5e ACFF B)

## Degraderende teams

### Rechtstreeks
- KSV Rumbeke (14e VV A)
- KFC Eppegem (15e VV A)
- Sporting Kampenhout (14e VV B)
- K. Olympia SC Wijgmaal (15e VV B)
- KVK Beringen (16e VV B)
- Union Saint-Ghislain Tertre-Hautrage (14e ACFF A)
- R. Gosselies Sports (15e ACFF A)
- R. Léopold FC (16e ACFF A)
- RCS Libramontois (14e ACFF B)
- Entente Durbuy (15e ACFF B)
- RUS Givry (16e ACFF B)
- SV Anzegem (algemeen forfait)

### Via eindronde
- KV Eendracht Drongen (13e VV A)

## Clubs

### Derde afdeling VV A
| # kaart | Stam- nummer | Club                        | Plaats               |
| ------- | ------------ | --------------------------- | -------------------- |
| 1       | 211          | KFC Vigor Wuitens Hamme     | Hamme                |
| 2       | 3155         | KHO Wolvertem Merchtem      | Merchtem & Wolvertem |
| 3       | 3694         | K. Eendracht Wervik         | Wervik               |
| 4       | 3851         | KV Eendracht Drongen        | Drongen              |
| 5       | 3861         | Eendracht Elene-Grotenberge | Grotenberge          |
| 6       | 3957         | KVC Jong Lede               | Lede                 |
| 7       | 3964         | KFC Voorde-Appelterre       | Appelterre & Voorde  |
| 8       | 4139         | KFC Hoger Op Kalken         | Kalken               |
| 9       | 4759         | KFC Eppegem                 | Eppegem              |
| 10      | 4763         | KV Eendracht Aalter         | Aalter               |
| 11      | 5181         | KSV Rumbeke                 | Rumbeke              |
| 12      | 6122         | SV Anzegem                  | Anzegem              |
| 13      | 6381         | KSC Wielsbeke               | Wielsbeke            |
| 14      | 8264         | SK Roeselare-Daisel         | Roeselare            |
| 15      | 8552         | Avanti Stekene              | Stekene              |
| 16      | 8715         | Tempo Overijse              | Overijse             |

### Derde afdeling VV B
| # kaart | Stam- nummer | Club                    | Plaats               |
| ------- | ------------ | ----------------------- | -------------------- |
| 1       | 41           | KFC Diest               | Diest                |
| 2       | 330          | KVK Beringen            | Beringen             |
| 3       | 844          | FC Wezel Sport          | Wezel                |
| 4       | 1065         | KFC Nijlen              | Nijlen               |
| 5       | 1124         | KFC Zwarte Leeuw        | Rijkevorsel          |
| 6       | 1349         | K. Olympia SC Wijgmaal  | Wijgmaal             |
| 7       | 1357         | KFC Sint-Lenaarts       | Sint-Lenaarts        |
| 8       | 2065         | K. Witgoor Sport Dessel | Dessel               |
| 9       | 2169         | AS Verbroedering Geel   | Geel                 |
| 10      | 2529         | FC Esperanza Pelt       | Pelt                 |
| 11      | 2615         | Sporting Kampenhout     | Kampenhout           |
| 12      | 2727         | KEWS Schoonbeek-Beverst | Beverst & Schoonbeek |
| 13      | 2825         | KVK Wellen              | Wellen               |
| 14      | 3634         | KAC Betekom             | Betekom              |
| 15      | 4481         | KVC Houtvenne           | Houtvenne            |
| 16      | 7919         | Eendracht Termien       | Genk                 |

### Derde afdeling ACFF A
| # kaart | Stam- nummer | Club                                 | Plaats             |
| ------- | ------------ | ------------------------------------ | ------------------ |
| 1       | 5            | R. Léopold FC                        | Ukkel              |
| 2       | 26           | RFC Tournai                          | Doornik            |
| 3       | 69           | R. Gosselies Sports                  | Gosselies          |
| 4       | 75           | RCS Brainois                         | Eigenbrakel        |
| 5       | 199          | RAS Jodoigne                         | Geldenaken         |
| 6       | 248          | RES Couvin-Mariembourg               | Couvin             |
| 7       | 1708         | Union Saint-Ghislain Tertre-Hautrage | Saint-Ghislain     |
| 8       | 3020         | R. Jeunesse Aischoise                | Aische-en-Refail   |
| 9       | 3939         | RJS Taminoise                        | Tamines            |
| 10      | 4070         | Crossing Schaerbeek                  | Schaarbeek         |
| 11      | 4143         | RAS Monceau-Châtelet                 | Monceau-sur-Sambre |
| 12      | 4194         | RAEC Mons                            | Bergen             |
| 13      | 6464         | RFC Rapid Symphorinois               | Saint-Symphorien   |
| 14      | 6626         | RCS Onhaye                           | Onhaye             |
| 15      | 8470         | CS Entité Manageoise                 | Manage             |
| 16      | 9245         | CS Pays Vert Ostiches-Ath            | Aat & Ostiches     |

### Derde afdeling ACFF B
| # kaart | Stam- nummer | Club                   | Plaats             |
| ------- | ------------ | ---------------------- | ------------------ |
| 1       | 76           | RFC Huy                | Hoei               |
| 2       | 82           | FC Herstal             | Herstal            |
| 3       | 260          | RFCB Sprimont          | Sprimont           |
| 4       | 431          | RFC Raeren-Eynatten    | Eynatten           |
| 5       | 460          | RUW Ciney              | Ciney              |
| 6       | 526          | RFC Union La Calamine  | Kelmis             |
| 7       | 1590         | RCS Libramontois       | Libramont          |
| 8       | 1979         | R. Aywaille FC         | Aywaille           |
| 9       | 2799         | Union Rochefortoise    | Rochefort          |
| 10      | 3008         | Entente Durbuy         | Durbuy             |
| 11      | 3093         | RSC Habay-la-Neuve     | Habay-la-Neuve     |
| 12      | 3201         | ROC Meix-devant-Virton | Meix-devant-Virton |
| 13      | 3816         | RRC Mormont            | Mormont            |
| 14      | 4260         | R. Marloie Sport       | Marche-en-Famenne  |
| 15      | 6237         | RUS Givry              | Givry              |
| 16      | 9487         | FC United Richelle     | Richelle           |

## Klassementen

### Derde afdeling VV A
| Pos | Team                        | Wed | W  | G  | V  | Ptn | DV | DT | +/− | Kwalificatie of degradatie                |
| --- | --------------------------- | --- | -- | -- | -- | --- | -- | -- | --- | ----------------------------------------- |
| 1   | Tempo Overijse              | 28  | 20 | 3  | 5  | 63  | 67 | 30 | +37 | Promotie naar Tweede afdeling             |
| 2   | KFC Voorde-Appelterre       | 28  | 16 | 5  | 7  | 53  | 54 | 39 | +15 | Kwalificatie voor Eindronde promotie VV   |
| 3   | KFC Vigor Wuitens Hamme     | 28  | 15 | 8  | 5  | 53  | 51 | 34 | +17 | Kwalificatie voor Eindronde promotie VV   |
| 4   | KFC Hoger Op Kalken         | 28  | 13 | 8  | 7  | 47  | 47 | 32 | +15 | Kwalificatie voor Eindronde promotie VV   |
| 5   | KSC Wielsbeke               | 28  | 12 | 5  | 11 | 41  | 55 | 49 | +6  | Kwalificatie voor Eindronde promotie VV   |
| 6   | KVC Jong Lede               | 28  | 11 | 6  | 11 | 39  | 44 | 37 | +7  |                                           |
| 7   | SK Roeselare-Daisel         | 28  | 9  | 11 | 8  | 38  | 39 | 37 | +2  |                                           |
| 8   | Avanti Stekene              | 28  | 9  | 9  | 10 | 36  | 43 | 40 | +3  |                                           |
| 9   | KHO Wolvertem Merchtem      | 28  | 10 | 5  | 13 | 35  | 34 | 45 | −11 |                                           |
| 10  | K. Eendracht Wervik         | 28  | 9  | 8  | 11 | 35  | 50 | 52 | −2  |                                           |
| 11  | Eendracht Elene-Grotenberge | 28  | 8  | 10 | 10 | 34  | 46 | 48 | −2  |                                           |
| 12  | KV Eendracht Aalter         | 28  | 9  | 5  | 14 | 32  | 38 | 60 | −22 |                                           |
| 13  | KV Eendracht Drongen        | 28  | 7  | 11 | 10 | 32  | 27 | 36 | −9  | Kwalificatie voor Eindronde degradatie VV |
| 14  | KSV Rumbeke                 | 28  | 6  | 4  | 18 | 22  | 30 | 57 | −27 | Degradatie naar Eerste provinciale        |
| 15  | KFC Eppegem                 | 28  | 4  | 6  | 18 | 18  | 19 | 48 | −29 | Degradatie naar Eerste provinciale        |
| 16  | SV Anzegem                  | 0   | 0  | 0  | 0  | 0   | 0  | 0  | 0   | Algemeen forfait                          |

1. ↑  SV Anzegem gaf op 24 februari 2023 algemeen forfait. Alle resultaten van de club werden geschrapt.

### Derde afdeling VV B
| Pos | Team                    | Wed | W  | G  | V  | Ptn | DV | DT | +/− | Kwalificatie of degradatie                |
| --- | ----------------------- | --- | -- | -- | -- | --- | -- | -- | --- | ----------------------------------------- |
| 1   | FC Wezel Sport          | 30  | 20 | 5  | 5  | 65  | 75 | 39 | +36 | Promotie naar Tweede afdeling             |
| 2   | Eendracht Termien       | 30  | 19 | 7  | 4  | 64  | 63 | 32 | +31 | Kwalificatie voor Eindronde promotie VV   |
| 3   | KVC Houtvenne           | 30  | 18 | 9  | 3  | 63  | 80 | 26 | +54 | Kwalificatie voor Eindronde promotie VV   |
| 4   | AS Verbroedering Geel   | 30  | 15 | 12 | 3  | 57  | 63 | 37 | +26 | Kwalificatie voor Eindronde promotie VV   |
| 5   | KVK Wellen              | 30  | 16 | 5  | 9  | 53  | 58 | 53 | +5  | Kwalificatie voor Eindronde promotie VV   |
| 6   | KFC Sint-Lenaarts       | 30  | 13 | 9  | 8  | 48  | 49 | 36 | +13 |                                           |
| 7   | KAC Betekom             | 30  | 10 | 11 | 9  | 41  | 53 | 54 | −1  |                                           |
| 8   | KFC Diest               | 30  | 11 | 5  | 14 | 38  | 37 | 46 | −9  |                                           |
| 9   | KFC Zwarte Leeuw        | 30  | 10 | 6  | 14 | 36  | 51 | 60 | −9  |                                           |
| 10  | FC Esperanza Pelt       | 30  | 8  | 11 | 11 | 35  | 36 | 41 | −5  |                                           |
| 11  | KEWS Schoonbeek-Beverst | 30  | 8  | 9  | 13 | 33  | 28 | 49 | −21 |                                           |
| 12  | KFC Nijlen              | 30  | 7  | 9  | 14 | 30  | 39 | 60 | −21 |                                           |
| 13  | K. Witgoor Sport Dessel | 30  | 7  | 6  | 17 | 27  | 42 | 56 | −14 | Kwalificatie voor Eindronde degradatie VV |
| 14  | Sporting Kampenhout     | 30  | 7  | 6  | 17 | 27  | 40 | 67 | −27 | Degradatie naar Eerste provinciale        |
| 15  | K. Olympia SC Wijgmaal  | 30  | 6  | 5  | 19 | 23  | 33 | 67 | −34 | Degradatie naar Eerste provinciale        |
| 16  | KVK Beringen            | 30  | 5  | 5  | 20 | 20  | 37 | 61 | −24 | Degradatie naar Eerste provinciale        |

### Derde afdeling ACFF A
| Pos | Team                                 | Wed | W  | G  | V  | Ptn | DV | DT | +/− | Kwalificatie of degradatie                  |
| --- | ------------------------------------ | --- | -- | -- | -- | --- | -- | -- | --- | ------------------------------------------- |
| 1   | RAEC Mons                            | 30  | 21 | 4  | 5  | 67  | 61 | 19 | +42 | Promotie naar Tweede afdeling               |
| 2   | RCS Onhaye                           | 30  | 17 | 6  | 7  | 57  | 55 | 34 | +21 | Kwalificatie voor Eindronde promotie ACFF   |
| 3   | RFC Rapid Symphorinois               | 30  | 15 | 8  | 7  | 53  | 45 | 38 | +7  | Kwalificatie voor Eindronde promotie ACFF   |
| 4   | RFC Tournai                          | 30  | 13 | 10 | 7  | 49  | 48 | 34 | +14 | Kwalificatie voor Eindronde promotie ACFF   |
| 5   | Crossing Schaerbeek                  | 30  | 13 | 9  | 8  | 48  | 43 | 33 | +10 |                                             |
| 6   | R. Jeunesse Aischoise                | 30  | 13 | 8  | 9  | 47  | 62 | 44 | +18 |                                             |
| 7   | CS Pays Vert Ostiches-Ath            | 30  | 13 | 7  | 10 | 46  | 40 | 37 | +3  |                                             |
| 8   | CS Entité Manageoise                 | 30  | 12 | 6  | 12 | 42  | 39 | 41 | −2  | Kwalificatie voor Eindronde promotie ACFF   |
| 9   | RAS Monceau-Châtelet                 | 30  | 11 | 9  | 10 | 42  | 46 | 44 | +2  |                                             |
| 10  | RJS Taminoise                        | 30  | 9  | 9  | 12 | 36  | 33 | 37 | −4  |                                             |
| 11  | RCS Brainois                         | 30  | 8  | 9  | 13 | 33  | 40 | 44 | −4  |                                             |
| 12  | RAS Jodoigne                         | 30  | 8  | 8  | 14 | 32  | 42 | 52 | −10 |                                             |
| 13  | RES Couvin-Mariembourg               | 30  | 8  | 7  | 15 | 31  | 37 | 50 | −13 | Kwalificatie voor Eindronde degradatie ACFF |
| 14  | Union Saint-Ghislain Tertre-Hautrage | 30  | 7  | 10 | 13 | 31  | 42 | 60 | −18 | Degradatie naar Eerste provinciale          |
| 15  | R. Gosselies Sports                  | 30  | 5  | 8  | 17 | 23  | 34 | 62 | −28 | Degradatie naar Eerste provinciale          |
| 16  | R. Léopold FC                        | 30  | 6  | 4  | 20 | 22  | 23 | 61 | −38 | Degradatie naar Eerste provinciale          |

### Derde afdeling ACFF B
| Pos | Team                   | Wed | W  | G  | V  | Ptn | DV | DT  | +/− | Kwalificatie of degradatie                  |
| --- | ---------------------- | --- | -- | -- | -- | --- | -- | --- | --- | ------------------------------------------- |
| 1   | Union Rochefortoise    | 30  | 22 | 3  | 5  | 69  | 63 | 23  | +40 | Promotie naar Tweede afdeling               |
| 2   | RFC Raeren-Eynatten    | 30  | 16 | 8  | 6  | 56  | 60 | 32  | +28 | Kwalificatie voor Eindronde promotie ACFF   |
| 3   | FC United Richelle     | 30  | 16 | 7  | 7  | 55  | 55 | 33  | +22 | Kwalificatie voor Eindronde promotie ACFF   |
| 4   | RSC Habay-la-Neuve     | 30  | 13 | 13 | 4  | 52  | 51 | 32  | +19 | Kwalificatie voor Eindronde promotie ACFF   |
| 5   | RFC Union La Calamine  | 30  | 13 | 8  | 9  | 47  | 57 | 43  | +14 | Kwalificatie voor Eindronde promotie ACFF   |
| 6   | RRC Mormont            | 30  | 13 | 8  | 9  | 47  | 56 | 52  | +4  |                                             |
| 7   | RFCB Sprimont          | 30  | 14 | 4  | 12 | 46  | 66 | 46  | +20 |                                             |
| 8   | RFC Huy                | 30  | 11 | 12 | 7  | 45  | 49 | 31  | +18 |                                             |
| 9   | R. Aywaille FC         | 30  | 9  | 15 | 6  | 42  | 47 | 40  | +7  |                                             |
| 10  | RUW Ciney              | 30  | 10 | 11 | 9  | 41  | 55 | 52  | +3  |                                             |
| 11  | R. Marloie Sport       | 30  | 10 | 8  | 12 | 38  | 40 | 47  | −7  |                                             |
| 12  | ROC Meix-devant-Virton | 30  | 8  | 6  | 16 | 30  | 39 | 52  | −13 |                                             |
| 13  | FC Herstal             | 30  | 7  | 7  | 16 | 28  | 45 | 65  | −20 | Kwalificatie voor Eindronde degradatie ACFF |
| 14  | RCS Libramontois       | 30  | 4  | 13 | 13 | 25  | 42 | 63  | −21 | Degradatie naar Eerste provinciale          |
| 15  | Entente Durbuy         | 30  | 5  | 5  | 20 | 20  | 46 | 85  | −39 | Degradatie naar Eerste provinciale          |
| 16  | RUS Givry              | 30  | 4  | 2  | 24 | 14  | 33 | 108 | −75 | Degradatie naar Eerste provinciale          |

## Periodekampioenen

### Derde afdeling VV A
- Eerste periode: KFC Voorde-Appelterre, 25 punten
- Tweede periode: Tempo Overijse, 22 punten
- Derde periode: Tempo Overijse, 22 punten

### Derde afdeling VV B
- Eerste periode: FC Wezel Sport, 22 punten
- Tweede periode: KVK Wellen, 23 punten
- Derde periode: Eendracht Termien, 25 punten

### Derde afdeling ACFF A
- Eerste periode: RFC Rapid Symphorinois, 22 punten
- Tweede periode: CS Entité Manageoise, 22 punten
- Derde periode: RAEC Mons, 26 punten

### Derde afdeling ACFF B
- Eerste periode: FC United Richelle, 20 punten
- Tweede periode: Union Rochefortoise, 28 punten
- Derde periode: Union Rochefortoise, 25 punten

## Eindronde promotie

### Promotie VV
De eindronde wordt gespeeld door de teams die tweede eindigen in het eindklassement en de drie periodekampioenen. Indien één of meerdere periodes gewonnen worden door de uiteindelijke kampioen of door dezelfde club, krijgt de best geklasseerde ploeg zonder eindrondeticket een plek in de eindronde.
Eerste ronde
In de eerste ronde treden acht teams aan. De wedstrijden werden gespeeld op het veld van de club die bij de lottrekking als eerste geloot werd. In een rechtstreeks duel (met eventuele verlengingen en strafschoppen) werd bepaald wie doorging naar de volgende ronde. 
| Datum      | Uur   | Wedstrijden                                     | Uitslag        |  |
| ---------- | ----- | ----------------------------------------------- | -------------- |  |
| 07/05/2023 | 15:00 | KFC Voorde-Appelterre - KFC Hoger Op Kalken     | 2-1 (n.v.)     |  |
| 07/05/2023 | 15:00 | KSC Wielsbeke - Eendracht Termien               | 1-2            |  |
| 07/05/2023 | 15:00 | KVK Wellen - KVC Houtvenne                      | 0-1            |  |
| 07/05/2023 | 15:00 | KFC Vigor Wuitens Hamme - AS Verbroedering Geel | 2-2 (3-4 n.p.) |  |

Tweede ronde
De twee clubs die wonnen in de tweede ronde promoveerden naar de Tweede afdeling. De verliezers spelen nog een herkansing.
| Datum      | Uur   | Wedstrijden                                   | Uitslag |  |
| ---------- | ----- | --------------------------------------------- | ------- |  |
| 14/05/2023 | 15:00 | KFC Voorde-Appelterre - AS Verbroedering Geel | 6-1     |  |
| 14/05/2023 | 15:00 | Eendracht Termien - KVC Houtvenne             | 1-2     |  |

Derde ronde
De winnaar van dit duel maakte eventueel nog kans op promotie. Uiteindelijk was er geen bijkomende promovendus.
| Datum      | Uur   | Wedstrijden                               | Uitslag |  |
| ---------- | ----- | ----------------------------------------- | ------- |  |
| 18/05/2023 | 15:00 | Eendracht Termien - AS Verbroedering Geel | 0-1     |  |

### Promotie ACFF
De eindronde wordt gespeeld door de teams die tweede eindigen in het eindklassement en de drie periodekampioenen. Indien één of meerdere periodes gewonnen worden door de uiteindelijke kampioen of door dezelfde club, krijgt de best geklasseerde ploeg zonder eindrondeticket een plek in de eindronde.
Eerste ronde
In de eerste ronde treden acht teams aan. De wedstrijden werden gespeeld op het veld van de club die bij de lottrekking als eerste geloot werd. In een rechtstreeks duel (met eventuele verlengingen en strafschoppen) wordt bepaald wie naar de tweede ronde gaat.
| Datum      | Uur   | Wedstrijden                                    | Uitslag        |  |
| ---------- | ----- | ---------------------------------------------- | -------------- |  |
| 07/05/2023 | 15:00 | RFC Raeren-Eynatten - FC United Richelle       | 2-1            |  |
| 07/05/2023 | 15:00 | CS Entité Manageoise - RSC Habay-la-Neuve      | 0-2            |  |
| 07/05/2023 | 15:00 | RFC Rapid Symphorinois - RFC Union La Calamine | 0-3            |  |
| 07/05/2023 | 15:00 | RCS Onhaye - RFC Tournai                       | 2-2 (2-3 n.p.) |  |

Tweede ronde
De twee clubs die wonnen in de tweede ronde promoveerden naar de Tweede afdeling. De verliezers spelen nog een herkansing.
| Datum      | Uur   | Wedstrijden                                 | Uitslag    |  |
| ---------- | ----- | ------------------------------------------- | ---------- |  |
| 14/05/2023 | 15:00 | RSC Habay-la-Neuve - RFC Tournai            | 0-1        |  |
| 14/05/2023 | 15:00 | RFC Union La Calamine - RFC Raeren-Eynatten | 2-1 (n.v.) |  |

Derde ronde
De winnaar van dit duel maakte eventueel nog kans op promotie. Uiteindelijk was er geen bijkomende promovendus.
| Datum      | Uur   | Wedstrijden                              | Uitslag |  |
| ---------- | ----- | ---------------------------------------- | ------- |  |
| 21/05/2023 | 15:00 | RSC Habay-la-Neuve - RFC Raeren-Eynatten | 1-2     |  |

## Eindronde degradatie

### Degradatie VV
De twee ploegen die dertiende eindigen in Derde afdeling VV moeten in een rechtstreeks duel bepalen wie in Derde afdeling zal blijven en wie zal zakken naar de provinciale reeksen.
Aangezien er drie rechtstreekse Vlaamse dalers uit Eerste nationale waren en de eindronde voor promotie Tweede afdeling werd gewonnen door een Vlaamse club, bleef K. Witgoor Sport Dessel in Derde afdeling. KV Eendracht Drongen degradeerde naar Eerste provinciale.
| Datum      | Uur   | Wedstrijd                                      | Uitslag |  |
| ---------- | ----- | ---------------------------------------------- | ------- |  |
| 07/05/2023 | 15:00 | KV Eendracht Drongen - K. Witgoor Sport Dessel | 0-1     |  |

### Degradatie ACFF
De twee ploegen die dertiende eindigen in de Derde afdeling ACFF moeten in een rechtstreeks duel bepalen wie in Derde afdeling zal blijven en wie zal zakken naar de provinciale reeksen.
Aangezien er geen ACFF-team rechtstreeks degradeerde uit Eerste nationale bleven beide teams in Derde afdeling.
| Datum      | Uur   | Wedstrijd                           | Uitslag |  |
| ---------- | ----- | ----------------------------------- | ------- |  |
| 07/05/2023 | 15:00 | RES Couvin-Mariembourg - FC Herstal | 2-3     |  |

Nationaal voetbal · Regionaal voetbal · Provinciaal voetbal · KBVB · Nationaal voetbalelftal · Nationaal dameselftal
Belgisch nationaal voetbal
Eerste klasse A · Eerste klasse B · Eerste nationale · Beker van België · Belgische Supercup
Super League · Eerste klasse (vrouwen) · Tweede klasse (vrouwen) · Beker van België (vrouwen) · Belgische Supercup (vrouwen)
Belgisch regionaal voetbal
Tweede afdeling · Derde afdeling
2016/17 · 2017/18 · 2018/19 · 2019/20 · 2020/21 · 2021/22 · 2022/23 · 2023/24 . 2024/25